# Pepe Bar
José Bar Vilaboa, conocido como Pepe Bar, fue un futbolista y entrenador de fútbol gallego y uno de los promotores de la fusión del Real Vigo Sporting Club y del Real Club Fortuna de Vigo para crear el Real Club Celta de Vigo. Hermano del también futbolista fortunista Félix Bar.

## Trayectoria
Su carrera futbolística transcurrió principalmente en el Real Club Fortuna de Vigo, equipo al que posteriormente dirigió como técnico, financió y presidió, siendo la alma mater del club hasta el momento de la fusión de este con el Real Vigo Sporting Club en 1923, para fundar el Real Club Celta de Vigo. Pepe Bar fue uno de los principales valedores, y principal impulsor, de la fusión junto al periodista Manuel de Castro Handicap y del secretario del ayuntamiento de Vigo Juan Baliño Ledo, el fruto del esfuerzo fue el Real Club Celta de Vigo.
En la actualidad hay un busto de Pepe Bar en el Estadio Municipal de Balaídos.